# Mangahurco
Mangahurco es una parroquia rural perteneciente al cantón Zapotillo de la provincia de Loja, Ecuador. Es muy conocida debido a que tiene un alto florecimiento de guayacanes que cada año aparece para anunciar la presencia del invierno y el inicio de la siembra. Se encuentra a 289 Kilómetros de la ciudad de Loja y a 167 kilómetros de Arenillas, en la zona cercana a la frontera del Ecuador con el Perú.
Sus habitantes, autoridades locales y nacionales planifican acciones en las cuales buscan que este pequeño pueblo sea reconocido a nivel internacional ya que cuentan con un cuidado sostenible de los árboles que nos brindan un panorama natural en el país y que solo dura cinco días, cuando las flores empiezan a caer al piso e igualmente ofrecen un paisaje muy colorido.

## Reseña histórica
Era un 12 de octubre de 1910, durante el Gobierno del general Eloy Alfaro, se pronunció a la categoría de parroquia a Cazaderos con su cabecera parroquial Mangahurco, integrada por los barrios: Bolaspamba, Chaquino, El Guabo, Vega Alta, Mangahurquillo, La Leonera, Rusia, Chaguarguyco, Gramadales, Progreso, Cruz Blanca, Hacienda Vieja, Cazaderos y Cañaveral; como parroquia perteneció al   cantón Célica, en (1947) al cantón Puyango y finalmente (1980) al cantón Zapotillo.
En el año 1968 en Mangahurco se dio la peor sequía de la historia donde salió muchísima gente en busca de lugares a distintos lugares , muchos de ellos emigraron de manera definitiva a la provincia de El Oro y otras. Hoy se encuentran grandes colonias especialmente en Huaquillas, Arenillas, Palmales; sin embargo, a través del tiempo existe población a emigrado en Santo Domingo, Lago Agrio, Loja, Quito, Guayaquil; y, al exterior España, Italia, Estados Unidos e Inglaterra.
En el 2010 los habitantes de Mangahurco entraron en preocupación y confusión por lo que se creaba el nombre  de una nueva  parroquia, luego conformaron comité pro-cambio de nombre de la parroquia, quienes socializaron con algunas asambleas y comunidades, donde entregaron al GAD parroquial y cantonal de Zapotillo, y así procedieron legalizar el nombre de MANGAHURCO.

## Datos geográficos
La parroquia Mangahurco está localizada a 289 km de la capital de la provincia de Loja, a 60 km de la cabecera cantonal de Zapotillo, está ubicada al sur occidente de la ciudad de Loja, es una de las seis parroquias del cantón Zapotillo.
Extensión y límites parroquiales.La parroquia Mangahurco tiene una superficie de 168.62 km²   lo que representa el 13.3% de la superficie cantonal, el mismo que posee una extensión de 1265 km².
Limita de la siguiente manera:
- Norte: República del Perú y la parroquia Cazaderos
- Sur: República del Perú y la parroquia Bolaspamba
- Este: República del Perú y la parroquia Cazaderos

- Oeste: Limita con las parroquias Bolaspamba y el Limo del cantón Puyango

## Ubicación geográfica

### Ubicación del Cantón Zapotillo
Zapotillo se encuentra en la parte suroccidental de la provincia de Loja, entre los límites del ramal occidental de la cordillera de los andes. Existen cuatro vías para ingresar al cantón Zapotillo. Si viene por la costa nos encontramos a 150 km de la ciudad de Arenillas, si viene por la sierra nos encontramos 220 km de la ciudad de Loja, y del vecino país Perú puede hacerlo por dos vías una que viene por el Cantón Macará nos encontramos a una distancia de 60 km y a 90 km de la ciudad de Sullana por la entrada de alamor.

#### Ubicación geográfica de la parroquia Mangahurco
La parroquia Mangahurco se encuentra a 289 km de la capital de la provincia de Loja, a 60 km de la cabecera cantonal de Zapotillo, está ubicada al sur occidente de la ciudad de Loja, es una de las seis parroquias del cantón Zapotillo.
División política – administrativa de la parroquia Mangahurco
Mangahurco fue elevada a parroquia en 1910, en el gobierno del Gral. Eloy Alfaro. Hasta el año 2010, pertenecían a esta parroquia los siguientes barrios
Con la creación de la sexta parroquia (Cazaderos) del cantón Zapotillo, la parroquia Mangahurco políticamente queda conformada por los barrios:

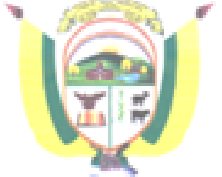

Sauco,
- Leonera,
- La Rusia,
- Cañaveral,
- Ojos de Agua,
- Saucecitos y
- La cabecera parroquial Mangahurco.

## Costumbres y Tradiciones
Las celebraciones típicas, Costumbres y tradiciones comienza desde la naturalidad de las personas que viven en esta parroquia ya que son personas muy amables en las cuales se basan bajo un entorno que gira en temas religiosos y culturales, a continuación, se mencionan las fechas más destacadas:
El 16 de julio en honor a la Virgen del Carmen, los carnavales, Semana Santa, Navidad.Desde el 9 al 12 de octubre celebran las fiestas de Parroquialización, duran tres días y en la que se realiza la elección de la Reina de Mangahurco.
El 10 de agosto cumplen el aniversario del club deportivo “Estrellas del “sur” y el 7 de octubre el aniversario del Colegio Técnico Mangahurco lo festejan año a año.
Otras tradiciones y costumbres en Mangahurco se caracterizan es por las danzas folclóricas, sainetes, fonomímicas, juegos recreativos, la caza de venados, la vaca loca, juego de gallos; la comida típica es el seco de gallina, seco de chivo, fritada con yucas, las salchichas; También es importante destacar que en este pueblo todos los 31 de diciembre de cada año los habitantes de Mangahurco se reúnen como una sola familia debido a que los emigrantes de dicha parroquia regresan a su tierra para despedir el año nuevo junto a sus seres queridos, además de eso las personas de este pueblo asisten a un programa festivo que se lo realiza en el centro parroquial el cual hace que toda su comunidad se olviden de sus penas, rencillas, a pesar de la distancia que pasan durante todo el año, las personas hacen todo lo posible para regresar a la parroquia para esta fecha y estar juntos como familia. Cabe recalcar que es un pueblo pequeño y casi todos los moradores se conocen y se saludan dentro del parque principal del Mangahurco.

## Turismo
Todos los años en Mangahurco disfrutan del Florecimiento de los guayacanes, ya que siempre esperan a turistas nacionales y extranjeros para disfrutar del florecimiento de los guayacanes especie maderable que una vez al año ofrece un espectáculo natural digno de ser admirado.
Actualmente el Ministerio de Turismo del Ecuador, con el colorido evento natural cuenta con la participación de invitados especiales y representantes de varios medios de comunicación del país, por lo que las autoridades de Zapotillo preparan cada año diversas actividades para compartir con todos los turistas que les visiten.
Además, incluyen ferias Gastronómica y Artesanales; y una casa abierta en la que se realizan charlas sobre ambiente, patrimonio y turismo.
El gobierno parroquial de Mangahurco, también comparte mucha información que se relaciona con los eventos anuales más destacados, en los cuales se encuentran los agradecimientos al ministerio de turismo por las diferentes gestiones que se vienen realizando y se puede ver el resultado en el incremento de visitantes que disfrutan año a año de las actividades que han permitido mejorar mucho las condiciones de vida de la parroquia.

## Florecimiento de los guayacanes

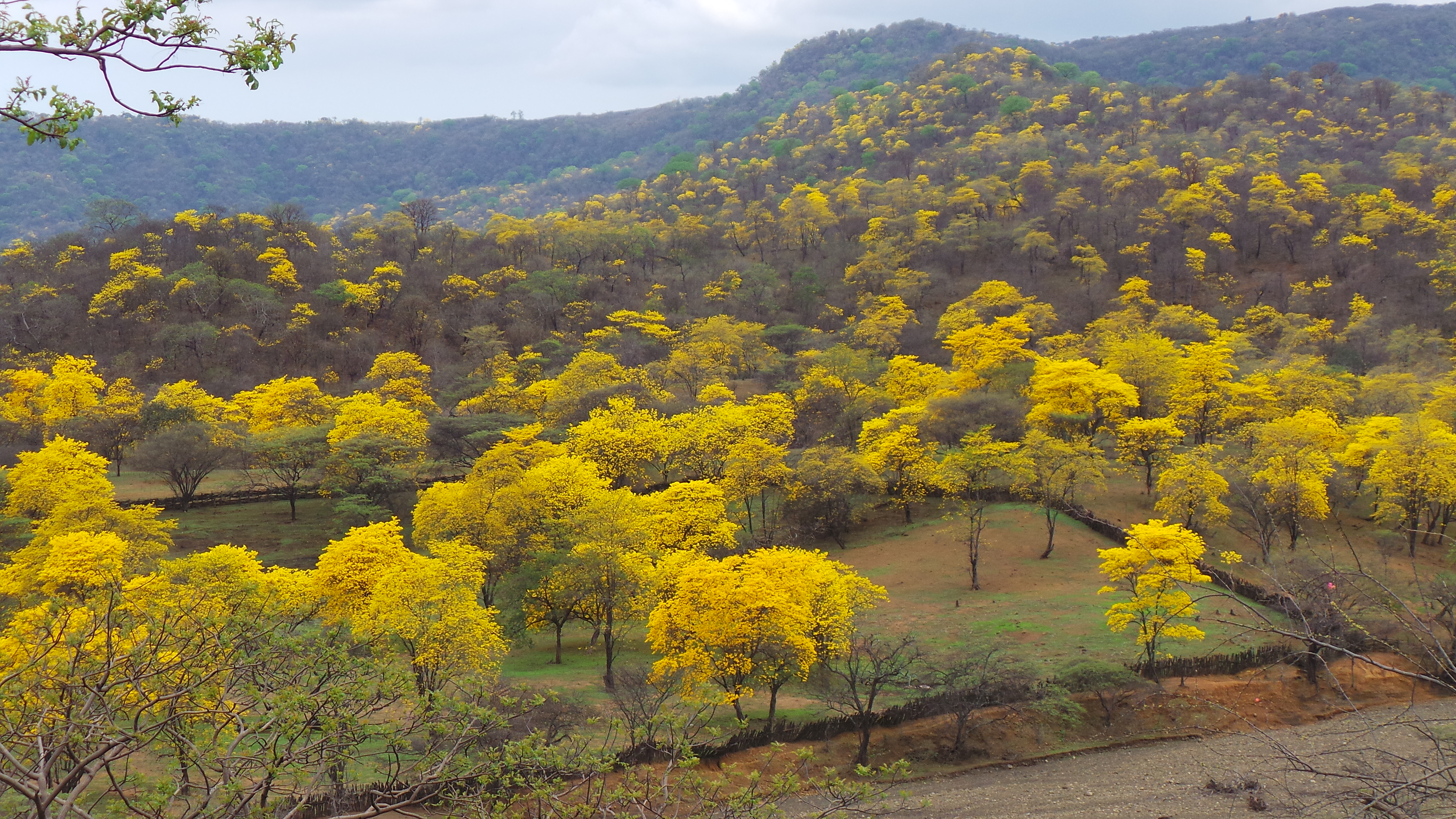

Con la presencia de 40.000 hectáreas de bosque de guayacanes se visten de amarillo y hacen que los ecuatorianos y extranjeros admiren esta transformación de la naturaleza, en esta zona se cuenta con una variada oferta de servicios turísticos, como áreas para camping, guianza por el bosque, hospedaje y alimentación. El guayacán crece hasta 1.000 metros sobre el nivel del mar y para que un árbol alcance los 15 metros es necesario esperar hasta 200 años, es una especie maderable fina y amenazada, que los habitantes de Mangahurco, desde 1978 la protegen como un verdadero tesoro, evitando la tala de este bosque seco, que une a los cantones Celica, Pindal, Puyango, Zapotillo y Macará En el Área de Reserva Ecológica Municipal Los Guayacanes se registran dos especies de guayacán que pueden ser protegidos por este mecanismo. El primero es el guayacán común Handroanthus chrysanthus y el segundo es el Guayacán madero o negro Handroanthus billbergi.